# Sendemast Strășeni

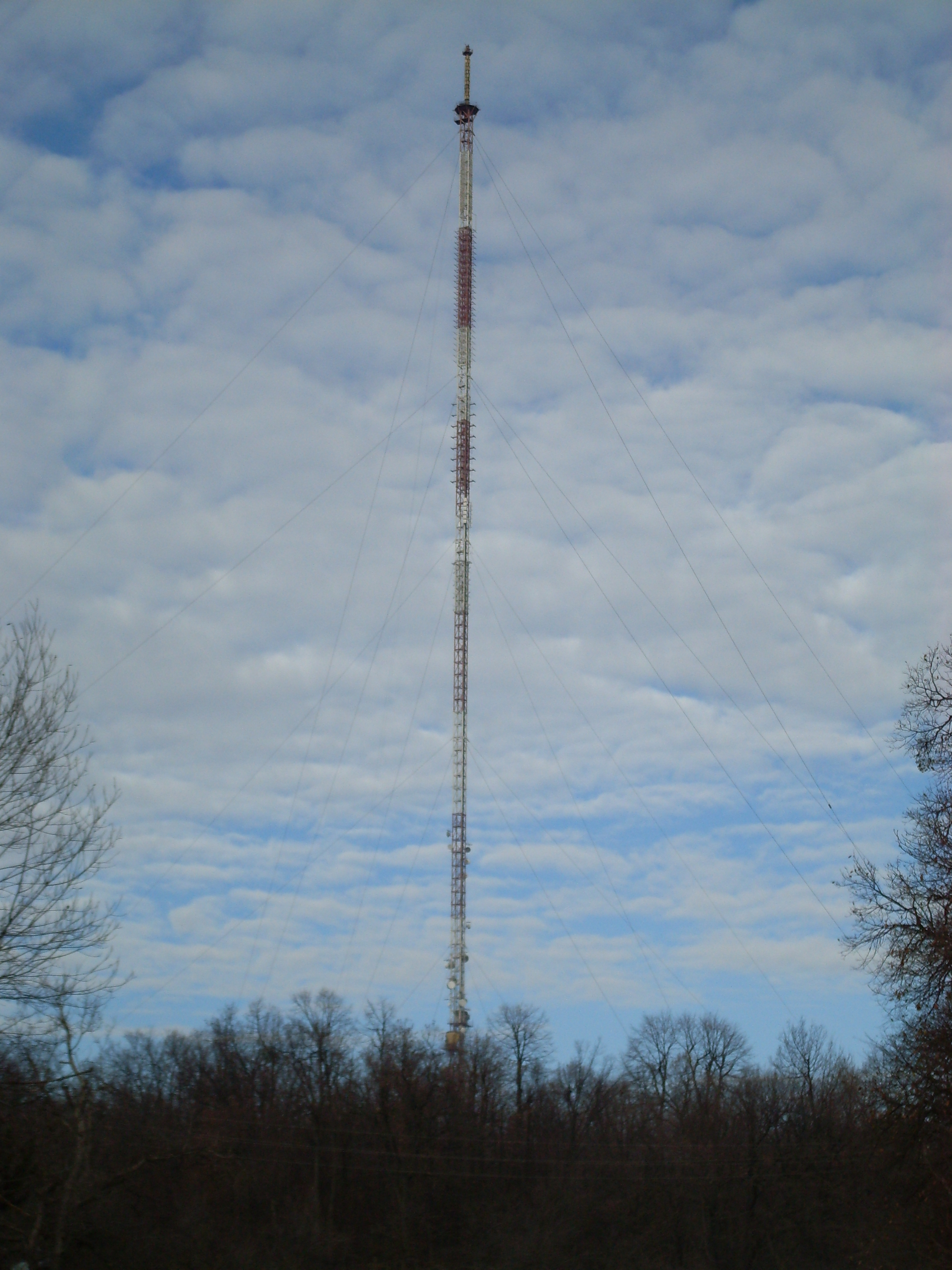
Sendemast Strășeni

Der Sendemast Strășeni ist ein 1988 in der Nähe von Strășeni in der Republik Moldau errichteter Sendemast für UKW und TV. Der abgespannte Stahlfachwerkmast ist mit einer Höhe von 355 Metern das höchste Bauwerk in Moldau und eines der höchsten Bauwerke in Europa.